# WD 2359-434
WD 2359-434 is een witte dwerg met een spectraalklasse van DAP5.8. De ster bevindt zich in het sterrenbeeld Phoenix op 27,18 lichtjaar van de zon.